# シルバー賞
シルバー賞（シルバーしょう）は、鉄道友の会がかつて授与していた賞である。鉄道趣味シルバー賞（てつどうしゅみしるばーしょう）、鉄道趣味貢献賞（てつどうしゅみこうけんしょう）とも。

## 概要
シルバー賞は、鉄道友の会が1984年9月22日に制定した鉄道趣味顕賞の1つであり、鉄道趣味界に大きな業績を残した鉄道趣味人に対し授与された。
選定は選考委員や有識者の推薦をもとに選考委員会によって行われたが、ブルーリボン賞と異なり毎年選定されるものではなかった。2002年の高橋弘、山崎喜陽の2名を最後の授与とし、2003年11月15日に廃止された。
シルバー賞という名称が、高齢者対象に見られがちな名称ゆえ受賞辞退者が存在したことから、1991年に鉄道趣味シルバー賞、2001年に鉄道趣味貢献賞に改称された経緯がある。

## 歴代受賞者
- 1984年 高松吉太郎
- 1987年 本島三良
- 1988年 渡辺精一
- 1993年 酒井喜房
- 1994年 宍戸圭一
- 1995年 小山憲三、星山一男
- 1996年 江本広一、吉雄永春
- 1997年 黒岩保美
- 1999年 亀井一男
- 2000年 小林宇一郎
- 2001年 奈良崎博保[1]
- 2002年 高橋弘、山崎喜陽[2]